# Voglio una pelle splendida
Voglio una pelle splendida è un singolo del gruppo alternative rock italiano Afterhours, pubblicato nel 1997 da Mescal e primo singolo estratto dall'album Hai paura del buio? del 1997.

## Tracce
1. Voglio una pelle splendida
2. Male di miele

## Formazione
- Manuel Agnelli - voce, chitarra, tastiera
- Xabier Iriondo - chitarra, feedback
- Alessandro Zerilli - basso
- Giorgio Prette - batteria
- Dario Ciffo - violino